# Nguyên lý Say
Nguyên lý Say, hay nguyên lý thị trường của Say, được đặt theo tên doanh nhân-nhà kinh tế người Pháp Jean-Baptiste Say (1767-1832). Tinh thần của nguyên lý này là "tự bản thân cung sẽ sinh ra cầu".
Tiền đề của nguyên lý này là giá cả hàng hóa sẽ được điều chỉnh nếu lượng cung và lượng cầu hàng hóa không cân bằng. Ví dụ, nếu lượng cung vượt quá lượng cầu (dư cung), thì nhất định giá cả hàng hóa sẽ giảm. Lượng cầu hàng hóa nhờ thế sẽ tăng lên, khiến cho lượng cung và lượng cầu trở nên cân bằng. Từ đó suy ra, để nền kinh tế quốc gia có thể trở nên giàu có hơn, thì chỉ cần đẩy mạnh sản xuất (tăng tổng cung).
Nguyên lý này được Jean-Baptiste Say nêu ra trong cuốn Chuyên luận về Kinh tế học chính trị Lưu trữ ngày 4 tháng 9 năm 2006 tại Wayback Machine của mình năm 1803.
Hơn một thế kỷ sau, John Maynard Keynes đã phê phán nguyên lý này và đưa ra một nguyên lý đối lập (cầu quy định cung) gọi là Nguyên lý cầu hữu hiệu. (Xem bài về Kinh tế học vĩ mô Keynes.)